# Toon Roos
Toon Roos (Alphen aan den Rijn, 11 april 1964) is een Nederlands jazzsaxofonist en jazzcomponist.
Hij begon zijn internationale carrière op het North Sea Jazz Festival in 1984. Dit optreden werd onmiddellijk gevolgd door een tournee door Nederland en in het buitenland. In hetzelfde jaar, op 19-jarige leeftijd, trad hij op als gastsolist bij het Nederlands Metropole Orkest en nam hij met het Toon Roos Quartet zijn debuutalbum First Impression op voor Timeless Records. Toon ontving ook de Wessel Ilcken Prijs, een aanmoedigingsprijs voor jong talent. In 1985 sloot Toon zijn studie aan het Rotterdams Conservatorium af.
Roos behaalde in 2004 de tweede prijs op de International Songwriting Competition in de categorie "Jazz" met Reach for the Rose.

## Discografie

### Albums
| Album(s)         | Verschijningsdatum | Label               | Opmerkingen       |
| ---------------- | ------------------ | ------------------- | ----------------- |
| First Impression | 1984               | Timeless            | Toon Roos Quartet |
| Attitudes        | 1988               | Timeless            | Toon Roos Quartet |
| The Human Feel   | 1993               | September           | Toon Roos Quartet |
| Free At Last     | 2003               | JJ Tracks/Challenge | Toon Roos Group   |
| Love Revisited   | 2008               | Green Heart Records | Toon Roos Quartet |
| Angel Dance      | 2011               | Challenge Records   | Toon Roos Group   |